# Ludwik I Bawarski
Ludwik I Bawarski (ur. 23 grudnia 1174 w Kelheim  – zm. 15 września 1231) z dynastii Wittelsbachów, książę Bawarii oraz Palatynatu.
Urodził 23 grudnia 1174 w Kelheim jako syn Ottona I Bawarskiego, pierwszego księcia Bawarii z tego rodu, który dostał ją w 1180 roku, w nadaniu od cesarza Henryka VI Hohenstaufa. Mimo to tradycyjnie był sprzymierzeńcem walczącego ze Staufami rodu Welfów. W 1212 roku, kiedy po koronę niemiecką dzierżoną przez antykróla Ottona IV Welfa ruszył z Włoch późniejszy cesarz Fryderyk II Hohenstauf, Ludwik I zagrodził mu drogę na przełęczach alpejskich. Kiedy trzy lata później Otton IV przegrał bitwę pod Bouvines, jego pozycja w Rzeszy osłabła. Ludwik I przeszedł na stronę Staufa, w zamian za co otrzymał od niego Palatynat Reński (gdzie właśnie bezpotomnie umarł palatyn z rodu Welfów Henryk VI). Wówczas Ludwik I stał się jednym z najpotężniejszych książąt Rzeszy.
W swej wierności wobec cesarza książę Bawarii wytrwał tylko do 1228 roku. Kiedy bowiem Fryderyk II przebywał w Ziemi Świętej na krucjacie, do Niemiec przybył legat papieża Grzegorza IX z planem powołania antykróla w postaci Welfa, Ottona z Luneburga. Plan udaremnił nie tylko sam Otton, który propozycji nie przyjął, ale także Henryk VII, syn Fryderyka II i ówczesny król Niemiec, który nagłym wypadem zaatakował Ludwika I w jego bawarskim księstwie. Po pokonaniu go jako zakładnika wziął jego syna.
Po powrocie z krucjaty Fryderyk II miał już dość spiskującego księcia. Dlatego też, gdy został on zamordowany w 1231, nikt nie miał wątpliwości, kto za tym stał.
Pod koniec października 1204 roku poślubił Ludmiłę, córkę Fryderyka, księcia czeskiego. Z tego małżeństwa pochodził syn Otton II Bawarski.